# Дальгайм (комуна)
Дальгайм, Дюлем (люксемб. Duelem, фр. Dalheim, нім. Dalheim) — комуна Люксембургу. Входить до складу кантону Реміх в окрузі Гревенмахер.

## Географія
Площа території комуни становить 18,98 км² (62-е місце за цим показником серед 116 комун Люксембургу).
Висота найвищої точки комуни над рівнем моря складає 368 метрів (86-е місце за цим показником серед комун країни), найнижчої — 167 метрів (15-е місце).

## Історія
На південь від селища Дюлем нагорі повільного південно-західного схилу розташована місцевість колишнього римського міста Рітчіакум.
У Рітчіакумі були вражаючи громадські будівлі: театр, термобані, храм.

## Демографія
Станом на 2011 рік на території комуни мешкало 2 014 ос.
Динаміка чисельності населення:

## Адміністративний поділ
До складу комуни входять такі поселення:
| Поселення | Населення за даними переписів: | Населення за даними переписів: | Населення за даними переписів: |
| Поселення | на 31.03.1981                  | на 01.03.1991                  | на 15.02.2001                  |
| --------- | ------------------------------ | ------------------------------ | ------------------------------ |
| Дальгайм  | 870                            | 1 006                          | 1 232                          |
| Фільсдорф | 236                            | 288                            | 335                            |
| Вельфранж | 124                            | 131                            | 139                            |